# こどもニュース
『こどもニュース』は、1959年4月7日から1978年3月25日までNHK総合テレビジョンで放送された児童向けの情報番組である。当初はモノクロ放送だったが、1971年4月5日からカラー放送となった。

## 概要
子供たちのために作られた5分間のニュース番組である。初期は週に1回の放送だったが、その後帯番組になった。
1978年に、『600こちら情報部』が開始され、以後はその枠内に内包される形で発展終了された。

## 番組の保存状況
当番組の放送オンエア映像自体は、放送当時NHKでは一切保存していない。
NHKアーカイブスには、日本テニス協会から提供された1971年4月23日放送分（モノクロ録画）と視聴者から提供された1977年8月1日放送分(カラー録画)の、いずれも民生用ビデオデッキで録画したエアチェック映像のみが登録されている。

## 放送時間
| 期間     | 期間      | 放送時間                                         |
| -------- | --------- | ------------------------------------------------ |
| 1959.4.7 | 1960.3.29 | 火曜日 18:07-18:15                               |
| 1960.4.4 | 1961.3.27 | 月曜日 18:00-18:10                               |
| 1961.4.4 | 1962.3    | 月曜日 - 土曜日 17:34-17:45 / 日曜日 17:30-17:35 |
| 1962.4.3 | 1969.3    | 月曜日 - 日曜日 17:35-17:40                      |
| 1969.4.7 | 1973.4.1  | 月曜日 - 日曜日 18:00-18:05                      |
| 1973.4.2 | 1978.3.25 | 月曜日 - 土曜日 18:00-18:05                      |

## 出演者
- 1971年度 - 田谷章子
- 1977年度 - 上安平洌子